# Año Internacional de la Familia
1994 fue proclamado Año Internacional de la Familia por la Asamblea General de las Naciones Unidas mediante la resolución 44/82, adoptada el 8 de diciembre de 1989. Esta designación reconoció la importancia fundamental de la familia en el desarrollo social, subrayando su papel en la educación, la socialización y el bienestar de sus miembros. Se buscó promover un enfoque integral de las políticas públicas que situaran a la familia en el centro de las estrategias de desarrollo social y económico. El lema del año fue "La familia: recursos y responsabilidades en un mundo en evolución", enfatizando la necesidad de adaptar las estructuras familiares a los cambios sociales y económicos globales. Este lema se reflejó en iniciativas concretas como la promoción de políticas familiares inclusivas y el fomento de entornos laborales flexibles para apoyar a los hogares.
Durante 1994, se llevaron a cabo diversas actividades a nivel internacional, incluyendo conferencias, simposios y programas educativos destinados a fortalecer el papel de la familia en la sociedad. La Iglesia Católica también participó activamente en esta conmemoración. El Papa Juan Pablo II escribió la "Carta a las Familias" el 2 de febrero de 1994, en la que destacó la importancia de la familia en la transmisión de valores y en la formación de individuos comprometidos con la sociedad. Además, en 1994 se estableció el Día Internacional de las Familias, celebrado cada 15 de mayo, con el objetivo de aumentar la conciencia sobre los temas relacionados con las familias y fomentar la adopción de medidas adecuadas para apoyarlas.

## Actividades y alcance
Durante 1994, los esfuerzos se enfocaron en aumentar la concienciación sobre la familia como unidad esencial para el bienestar social. Se implementaron programas a nivel nacional y regional para fortalecer las capacidades institucionales en temas familiares, abordando desafíos como la pobreza, la equidad de género y la salud. Se llevaron a cabo campañas de sensibilización, programas de apoyo familiar y asesoramiento para garantizar un entorno seguro y propicio para todos los miembros de la familia. Los gobiernos recibieron apoyo para formular políticas que garantizaran la protección social de las familias, destacando su rol en la cohesión social y la transmisión de valores.
La financiación de estas actividades se basó en aportaciones voluntarias de los Estados miembros y organizaciones internacionales, con el objetivo de garantizar el desarrollo de programas sostenibles en favor de la familia.  La Organización de las Naciones Unidas coordinó estos esfuerzos para asegurar la correcta implementación de las iniciativas y la optimización de los recursos disponibles.